# 诺比茨
诺比茨（德語：Nobitz）是德国图林根州的市镇，隶属于阿尔滕堡地区县。总面积为100.36平方千米，截至2023年12月31日总人口为7,132人。